# 馬克斯·繆勒

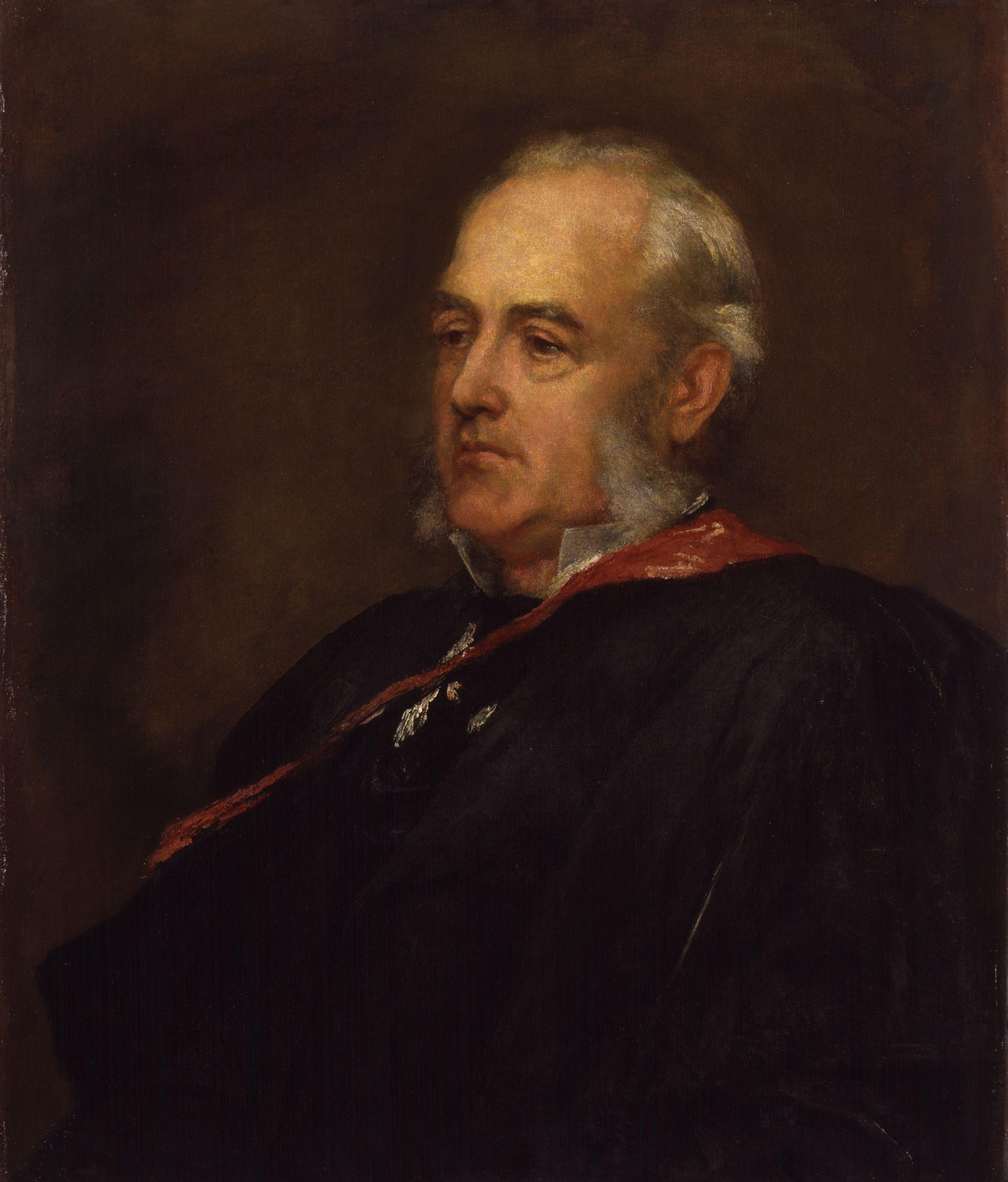
馬克斯·繆勒

弗里德里希·馬克斯·繆勒（德語：Friedrich Max Müller，1823年12月6日—1900年10月28日），生於德意志邦聯德绍，是一位德國文字學家和東方學家，專長於印度學，是西方學術領域中印度研究與宗教比較等學科的奠基者之一。繆勒對印度的興趣除了以學術著作展現之外，也以小說的形式來呈現，使得英國的广大讀者能够接触并認識印度學。而他所領導翻譯多達50冊的《東方聖典》（Sacred Books of the East）更是維多利亞時代學術的永久性紀念碑。
繆勒認為，吠陀時期的文化代表著自然崇拜的一種形式。他視《梨俱吠陀》中的神明為各種自然的力量，被想像為超自然的人格性存在，但只具部份的人格性。基於此想法，繆勒演绎出他視神話為「語言之疾」的理論。意思是，神話將觀念轉型成各種存在物和故事。依繆勒之見，神明起源于用來表達抽象概念的文字，但後來轉变成各種想像出來的人格性存在。由此，印歐語中的父性神明就以幾種不同的名字出現：宙斯、朱庇特、和特尤斯等。對繆勒而言，這些名字都可以追溯到同一個字「Dyaus」；這字的意思依他的了解是「發光」或「光輝」，由這个字而引出了deva、deus、theos等神的統稱，以及宙斯、朱比特（引自deus-pater父神）等名字。這樣，一個隱喻就人格化和固定化了。繆勒這方面的思想與後來尼采的想法很相似。
梁啟超亦曾在1905年發表的文章《歷史上中國民族之觀察》一文中引用繆勒名言「血濃於水，語濃於血」。

## 外部連結
- Max Müller. (2011). In Encyclopædia Britannica. Retrieved from http://www.britannica.com/EBchecked/topic/396833/Max-Muller （页面存档备份，存于）
- 馬克斯·繆勒的作品  - 古騰堡計劃
- 互联网档案馆中馬克斯·繆勒的作品或与之相关的作品
- 來自馬克斯·繆勒的LibriVox公共領域有聲讀物
- Deutsche Liebe, Novel by F. Max Müller 1857, E-Book Edition 2011 (German), Philipp Grieb IT-Redaktion （页面存档备份，存于）
- Online Library of Liberty – Friedrich Max Müller （页面存档备份，存于）
- Gifford Lecture Series – Biography – Friedrich Max Müller （页面存档备份，存于） by Dr Brannon Hancock
- Lourens P. van den Bosch,"Theosophy or Pantheism?: Friedrich Max Müller's Gifford Lectures on Natural Religion" （页面存档备份，存于）: full text of the article
- Vedas and Upanishads （页面存档备份，存于）
- Vivekananda on Max Müller （页面存档备份，存于）
- Friedrich Max Müller, The Hymns of the Rigveda, with Sayana's commentary （页面存档备份，存于） London, 1849–74, 2nd ed. 4 vols., Oxford, 1890–92. PDF format.